# Hemipeplus dollmani
Hemipeplus dollmani is een keversoort uit de familie Mycteridae. De wetenschappelijke naam van de soort is voor het eerst geldig gepubliceerd in 1933 door Scott.